# Pastila fericirii
Pastila fericirii este un film românesc din 2012 regizat de Cecilia Felméri. Rolurile principale au fost interpretate de actorii Adina Cristescu, Tania Popa, Dana Voicu.

## Distribuție
Distribuția filmului este alcătuită din:
- Tania Popa
- Virgil Aioanei
- Adina Cristescu
- Adrian Titieni
- Dana Voicu
- Oana Ioachim